# Верх-Каргатский сельсовет (Здвинский район)
Верх-Каргатский сельсовет — сельское поселение в Здвинском районе Новосибирской области Российской Федерации.
Административный центр — село Верх-Каргат.

## История
Статус и границы сельского поселения установлены Законом Новосибирской области от 2 июня 2004 года № 200-ОЗ «О статусе и границах муниципальных образований Новосибирской области»

## Население
| 1985  | 1987  | 2002  | 2004  | 2005  | 2006  | 2007  |
| ----- | ----- | ----- | ----- | ----- | ----- | ----- |
| 2291  | ↘2225 | ↘1110 | ↘1070 | ↗1101 | ↘1044 | ↘1037 |
| 2008  | 2009  | 2010  | 2012  | 2013  | 2014  | 2015  |
| ↘1020 | ↘1015 | ↘935  | ↘922  | ↘908  | ↘877  | ↘837  |
| 2016  | 2017  | 2018  | 2019  | 2020  | 2021  |       |
| ↘823  | ↘812  | ↘798  | ↘778  | ↘758  | ↘742  |       |

## Состав сельского поселения
| № | Населённый пункт | Тип населённого пункта       | Население |
| - | ---------------- | ---------------------------- | --------- |
| 1 | Бережки          | посёлок                      | ↘107      |
| 2 | Верх-Каргат      | село, административный центр | ↘828      |